# Hexamatia seekhaow
Espèce
Hexamatia seekhaow est une espèce d'araignées aranéomorphes de la famille des Hahniidae.

## Distribution
Cette espèce est endémique de la province de Chiang Mai en Thaïlande,. Elle se rencontre vers 1 409 m d'altitude sur le Doi Suthep.

## Description
Le mâle holotype mesure 1,1 mm. Cette espèce possède six yeux en deux triade.

## Publication originale
- Rivera-Quiroz, Petcharad & Miller, 2020 : « First records and a new genus of comb-tailed spiders (Araneae: Hahniidae) from Thailand with comments on the six-eyed species of this family. » European Journal of Taxonomy, vol. 724, no 1, p. 51-69 (texte intégral).